# Colostygia jurassica
Colostygia jurassica är en fjärilsart som beskrevs av Eugen Wehrli 1917. Colostygia jurassica ingår i släktet Colostygia och familjen mätare. Inga underarter finns listade i Catalogue of Life.